# Garuda (chi bọ cánh cứng)
Garuda là một chi bọ cánh cứng trong họ Chrysomelidae.
Chi này được miêu tả khoa học năm 1969 bởi Scherer.

## Các loài
Các loài trong chi này gồm:
- Garuda bulbifera Medvedev, 2001
- Garuda schereri Doeberl, 1997